# Ханес Хафстейн
Ханес Тоурдюр Петюрсон Хафстейн (на исландски: Hannes Þórður Pétursson Hafstein, 4 декември 1861 – 13 декември 1922) е исландски и датски политик, поет.
През 1904 г. става първият министър-председател на Исландия, както и първия исландец, назначен в Датския парламент като министър на Исландия в кабинета на Дойтцер. Хафстейн, за разлика от предишния министър на Исландия Петер Алдер Алберти, е пряко отговорен пред исландския Алтинг (парламент).
Ханес Хафстейн е роден във фермата Мьодруветлир в долината Хьоргаурталюр. Родителите му са Петюр Хастейн (1812 – 1875) – губернатор на Северна и Източна Исландия, и Кристяна Гютнарсдоухтир Хафстейн (1836 – 1927) – сестра на първия исландски банков председател Трюгви Гютнарсон.
Хафстейн получава сертификат от Националната гимназия (stúdentspróf) и изучава право в Копенхагенския университет, завършвайки през 1886 г.
Член е на Алтинга в периодите 1900 – 1901, 1903 – 1915 и 1916 – 1922. Става министър-председател на Исландия на 31 януари 1904 и служи като такъв до 31 март 1909 г. След това е главен изпълнителен директор на Исландската банка. През 1912 г. е избран за председател на Алтинга, като впоследствие отново става исландски министър-председател. Заема поста от 24 юли 1912 до 21 юли 1914 г., когато отново става изпълнителен директор. През 1917 г. влошаващото му се здраве го принуждава да се откаже от своите задължения и да се отдаде на почивка.
Ханес Хафстейн умира в Рейкявик на 13 декември 1922 г.